# Sicamugil
Sicamugil – rodzaj ryb mugilokształtnych z rodziny mugilowatych (Mugilidae).

## Klasyfikacja
Gatunki zaliczane do tego rodzaju:
- Sicamugil cascasia
- Sicamugil hamiltonii